# سقانفار سنگ چی
سقانفار سنگ چی مربوط به دوره قاجار است و در شهرستان بابل، بخش لاله آباد، دهستان کاری پی، روستای سنگچی واقع شده و این اثر در تاریخ ۲۶ اسفند ۱۳۸۶ با شمارهٔ ثبت ۲۲۰۳۷ به‌عنوان یکی از آثار ملی ایران به ثبت رسیده است.